# Calvaire (Le Tréhou)

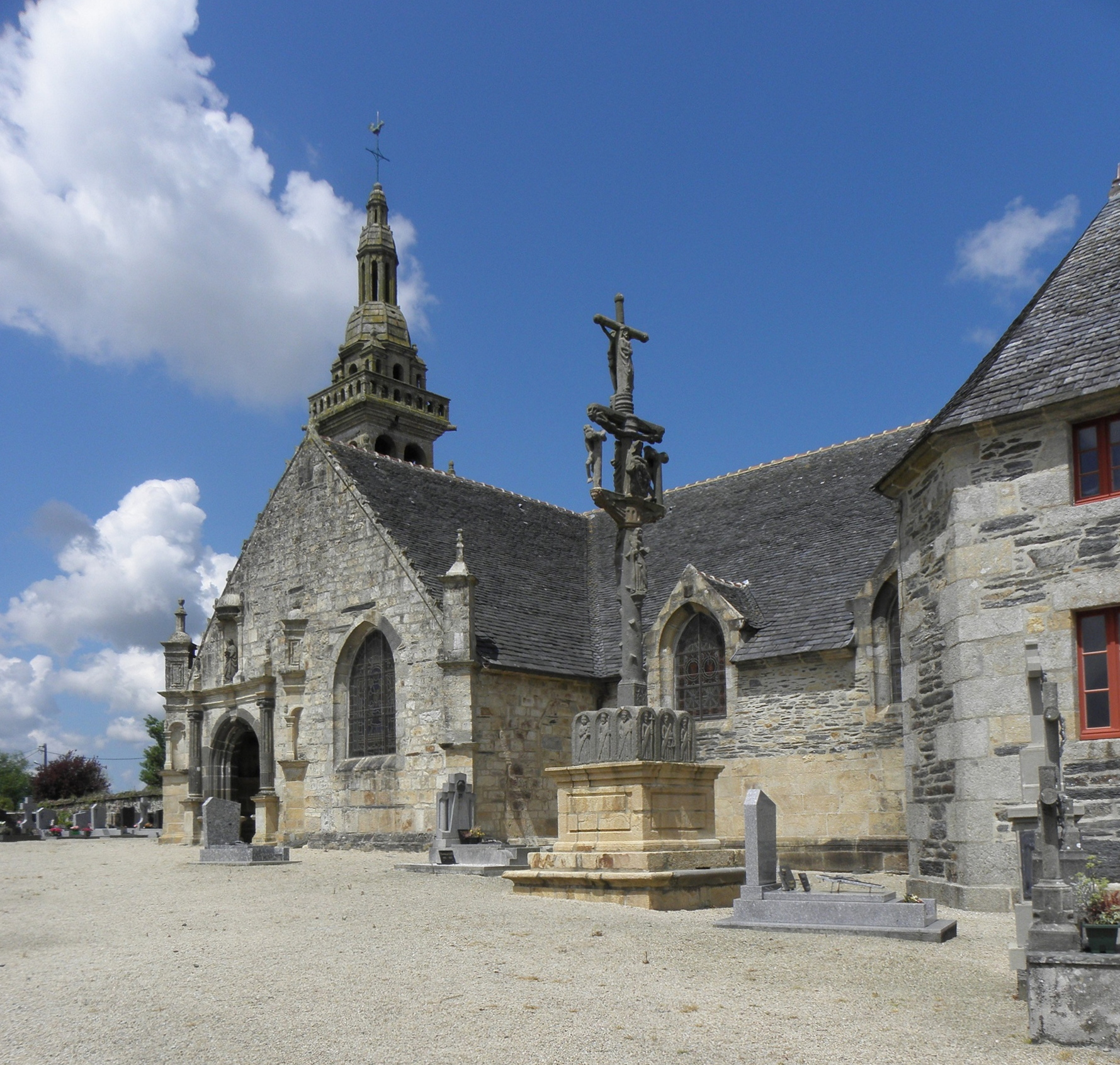
Calvaire in Le Tréhou, dahinter die Kirche St-Pierre

Der Calvaire in Le Tréhou, einer französischen Gemeinde im Département Finistère der Region Bretagne, wurde 1578 errichtet. Der Calvaire steht neben der Kirche St-Pierre. Im Jahr 1926 wurde der Calvaire als Monument historique in die Liste der Baudenkmäler in Frankreich aufgenommen.
Über zwei Stufen erreicht man den rechteckigen Unterbau aus Sandstein, auf dem der ungewöhnliche Block aus Granit mit Reliefs der zwölf Apostel und dem Schaft mit dem Kreuz steht. Danach ist in der Mitte des Schaftes ein heiliger Bischof, vermutlich der heilige Aurélien, und auf der anderen Seite der heilige Pitère dargestellt. Die Kreuzigungsszene beginnt mit den zwei Schächern und dem Apostel Petrus dazwischen. Auf gleicher Höhe wie Petrus ist auf der Rückseite eine Pietà angebracht. Darüber ist der gekreuzigte Jesus und auf der Rückseite Ecce homo dargestellt.

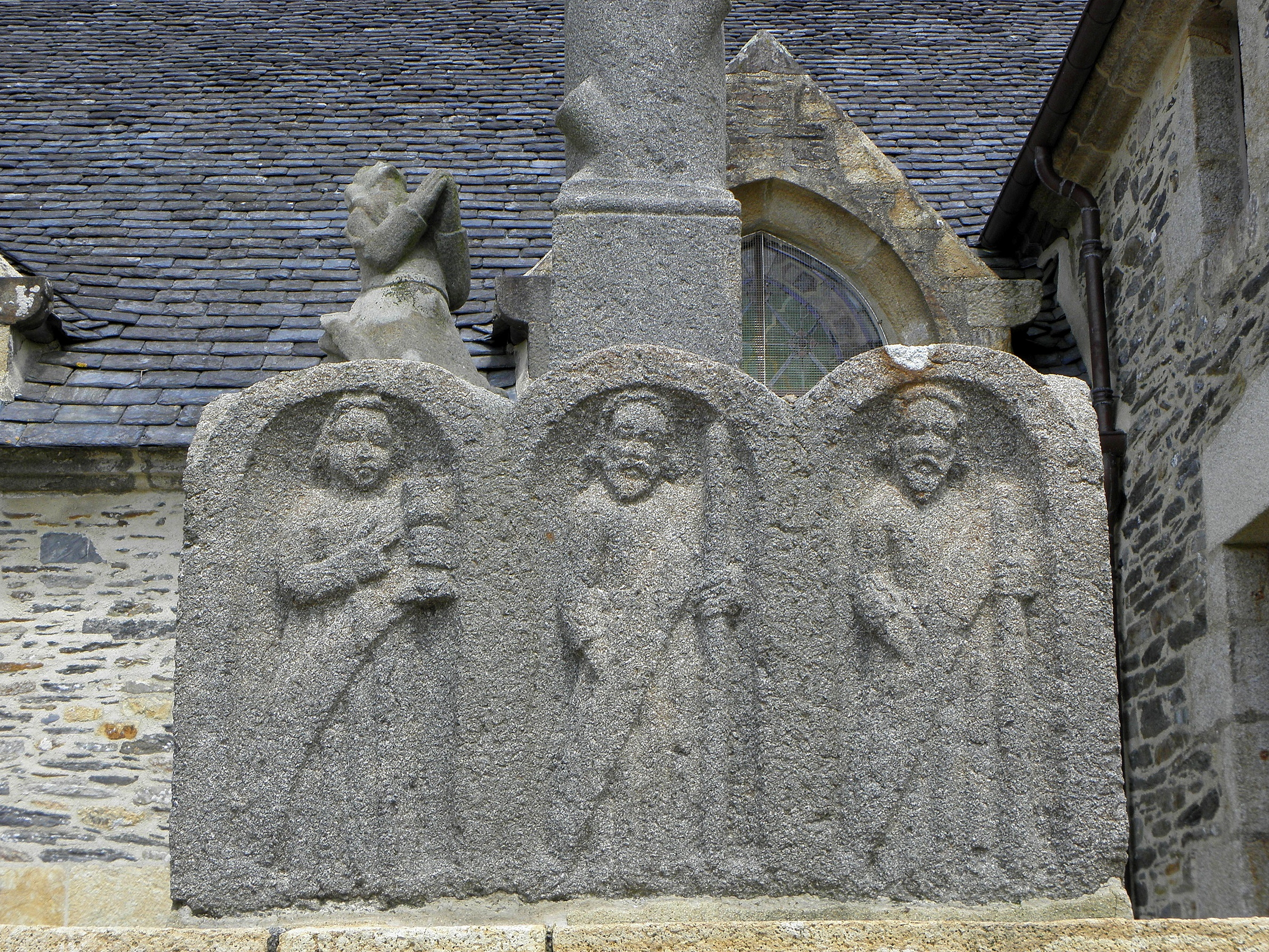
Apostel und darüber Maria Magdalena
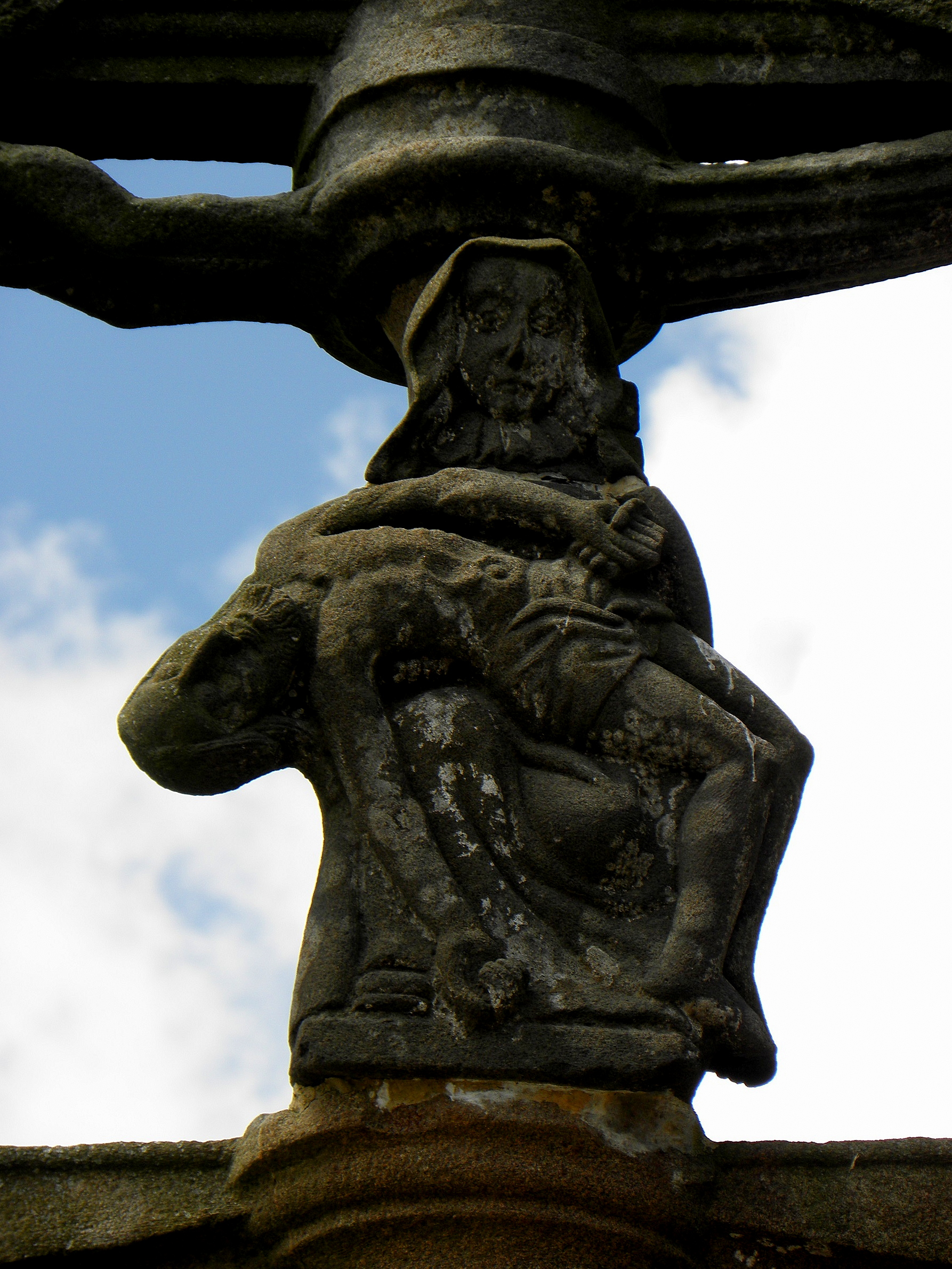
Pietà
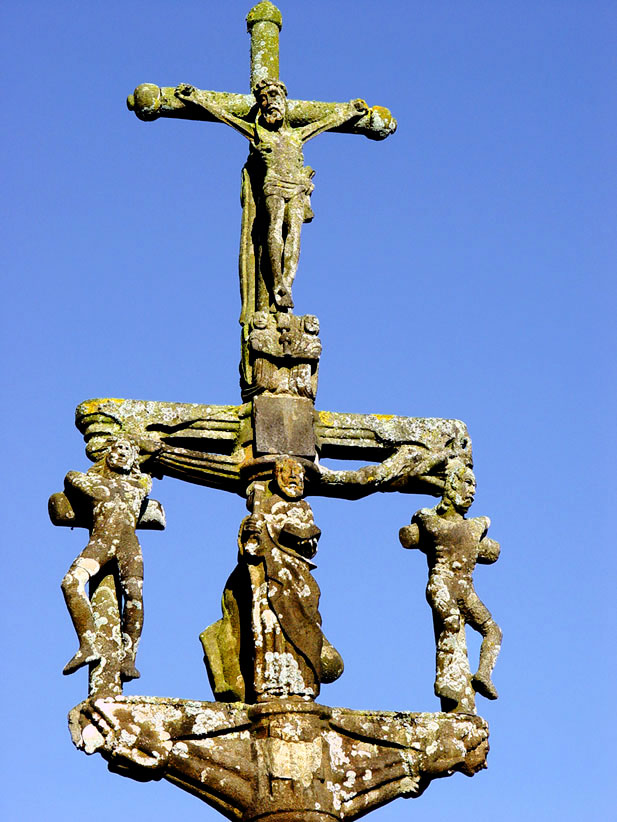
Die Schächer und Petrus unter dem gekreuzigten Jesus